# CIPAC
 (septembre 2014).
Si vous disposez d'ouvrages ou d'articles de référence ou si vous connaissez des sites web de qualité traitant du thème abordé ici, merci de compléter l'article en donnant les références utiles à sa vérifiabilité et en les liant à la section « Notes et références ».
 (juillet 2020).
Le CIPAC, Fédération des professionnels de l'art contemporain est une fédération regroupant des organisations professionnelles et des réseaux engagés pour le soutien à la création et la diffusion de l’art contemporain en France.   
Le CIPAC a pour but la reconnaissance et la professionnalisation des structures et des métiers de l’art contemporain en France, en lien constant avec les acteurs et les décideurs publics nationaux et territoriaux de la culture.  
Depuis 2006, le CIPAC est également un organisme de formation continue. En 2021, la certification  QUALIOPI a été délivrée au CIPAC.  

## Membres
En 2023, le CIPAC regroupe 30 membres  : 
- 50° NORD - 3° EST
- ACB
- ADRA
- AICA France
- AIR DE MIDI
- ANDREA
- ANEAT
- APPEA
- ARTS EN RESIDENCE - Réseau national
- ASTRE
- BEAR
- BLA!
- BOTOX(S)
- CEA
- CPGA
- DCA
- DEVENIR.ART
- FFCR
- Fondation FRANCES
- HACNUM
- LUX
- PAC
- PLAN D'EST
- PLATFORM
- PÔLE ART VISUELS
- RN13BIS
- Réseau DIAGONAL
- Réseau DOCUMENTS D'ARTISTES
- SEIZE MILLE
- TRAM